# یواس‌ای‌تی مک‌کلن
یواس‌ای‌تی مک‌کلن (به انگلیسی: USAT McClellan) یک کشتی بود که طول آن ۳۳۶ فوت (۱۰۲ متر) بود. این کشتی در سال ۱۸۸۵ ساخته شد.